# Mompha edithella
Mompha edithella é uma espécie de mariposa do gênero Mompha pertencente à família Coleophoridae.